# Duffy Square

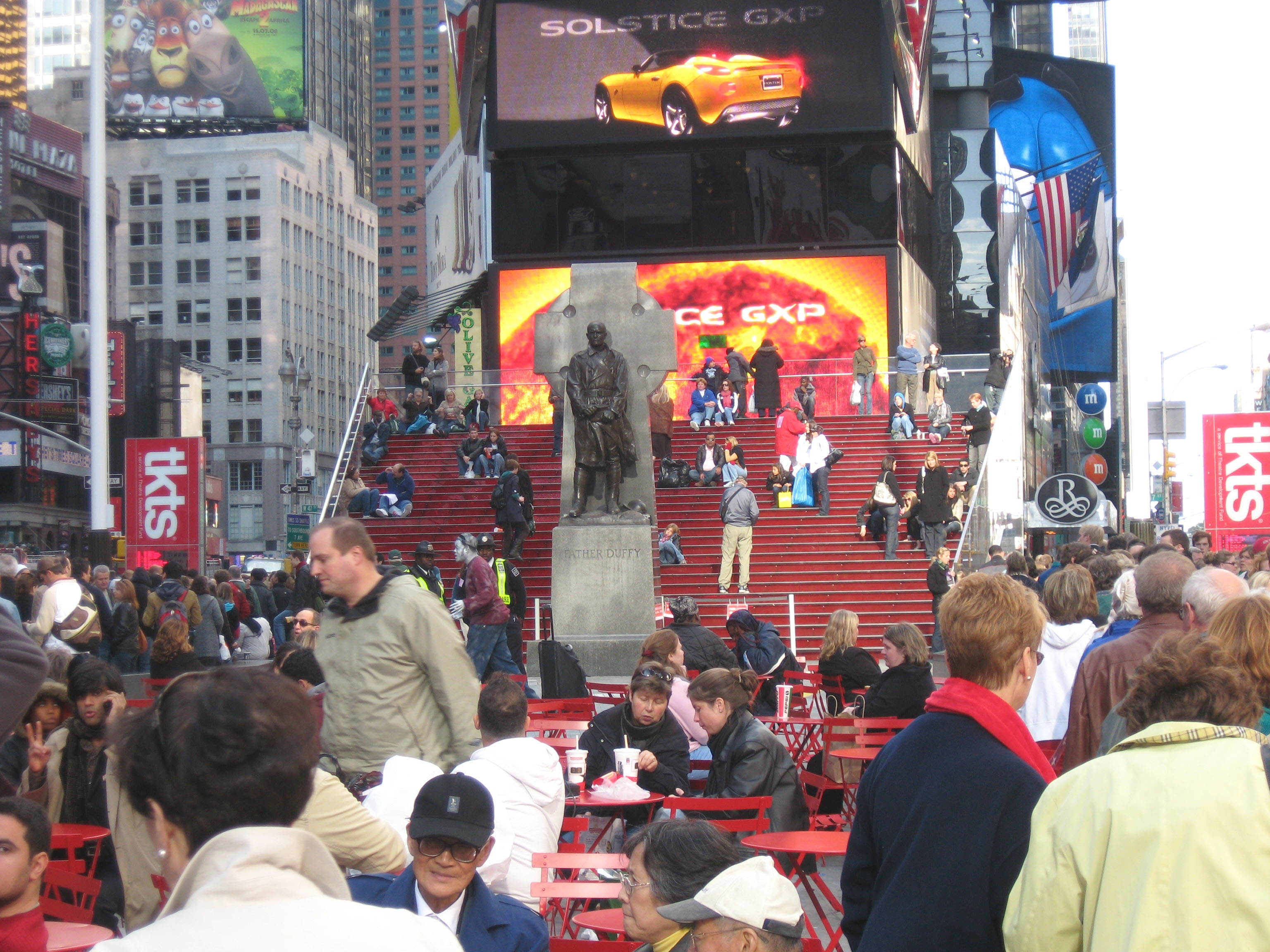
Der Duffy Square mit dem Father-Duffy-Denkmal

Der Duffy Square ist ein Platz am nördlichen Dreieck des Times Square in New York zwischen der 45th Street, der 47th Street, dem Broadway und der Seventh Avenue. Er ist eine Touristenattraktion und ebenfalls Standort der Firma TKTS, die preisreduzierte Theater- und Musical-Tickets anbietet.

## Geschichte
Im 18. und 19. Jahrhundert verband die Lowes Lane die Bloomingdale Road mit der Eastern Post Road. Das Westende der Straße ist der heutige Duffy Square, im Osten befinden sich die Third Avenue und die 42nd Street. Lowes Lane und die Eastern Post Road verschwanden Ende des 19. Jahrhunderts; die Bloomingdale Road überlebte unter dem Namen Broadway.
Anfangs wurde der Duffy Square von der 15 Meter hohen und acht Tonnen schweren Gipsstatue mit dem Titel „Purity (Defeat of Slander)“ (etwa „Reinheit (Niederlage der Verleumdung)“) dominiert, die 1909 von Leo Lentelli entworfen wurde. Jetzt hat der Platz zwei Statuen, eine im Norden, die den Namensgeber des Platzes, Kaplan Francis P. Duffy vom 69. Infanterie-Regiment darstellt, sowie eine im Süden mit der Darstellung des Komponisten, Dramatikers und Schauspielers George M. Cohan vom Bildhauer Georg J. Lober.
Der Platz und die Statue von Pater Duffy wurden am 2. Mai 1937 von Bürgermeister Fiorello LaGuardia eingeweiht. Denkmal und Platz wurden 2001 unter der Bezeichnung „Father Francis D. Duffy Statue and Duffy Square“ in das National Register of Historic Places aufgenommen.